# Eckerö
60°12′N 19°37′Ø / 60.200°N 19.617°Ø
Eckerö er en kommune på Ålandsøerne som ligger vest for Ålands hovedø Fasta Åland.
Kommunens hovedby er Storby, og de øvrige landsbyer er: Björnhuvud, Kyrkoby, Marby, Torp og Överby. Til Mariehamn er det ca. 35 km.
De vigtigste erhverv er landbrug og søfart. Der er i Storby, butik, bank, posthus, servicestation, sportshal og en grundskole med klasser fra 1-6. Biblioteket er i samme bygning. Ældreforsorgen udføres med hjemmehjælpere.
Eckerö kirke er fra 1200-tallet.

## Turisme
Eckerö var en vigtig mellemstation for postruten Turku-Stockholm.
Postrutemuseet er indrettet i den gamle post og toldbygning.
Af andre museer er der jagt og fiskerimuseet og et lokalmuseum med en original ældre sparekasse.
Eckerö har flere restaurationer, hotel, gæstehjem, cafeer, campingpladser og sommerhuse til udlejning.
Der er en 18 huls golfbane og flere minigolfanlæg og flere gode badestrande.
Signilskär er et skær med en klosterruin fra 1000-talet.
Fiskelejet ved Käringsund er en naturlig lagune, der i århundreder har givet udbytte til jægere og fiskere.
Skeppsvik, er et gammelt fiskerleje som ligger naturskønt.

## Trafik
Fra Eckerö er der to timers færgefart til Grisslehamn i Sverige.